# دانييل كارفاليو
دانييل دا سيلفا كارفاليو (بالبرتغالية: Daniel da Silva Carvalho‏) المعروف أكثر باسم دانييل كارفالهو (ولد في 1 مارس 1983 في جاجوارو، ريو غراندي دو سول) لاعب خط وسط مهاجم برازيلي يلعب حاليا لصالح بيلوتاس.

## المسيرة الرياضية

### الأندية

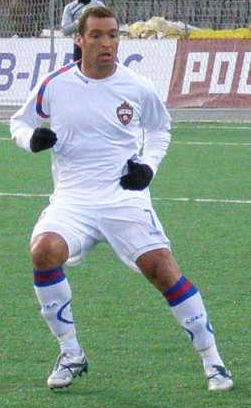

بدأ كارفالهو مسيرته الرياضية في ولاية ريو غراندي دو سول مع إنترناسيونال قبل أن ينتقل إلى سيسكا موسكو. في عام 2005 أصبح أول لاعب أجنبي يحصل على لقب أفضل لاعب كرة قدم في روسيا من قبل مجلتي فوتبول وسبورت إكسبريس. كان أداء كارفالهو الرائع خلال كأس الاتحاد الأوروبي عام 2005 هو مفتاح نجاح فريقه الذي فاز بالمنافسة حيث تغلب على سبورتينغ لشبونة في النهائي. هذا جعل سيسكا موسكو أول ناد روسي يفوز على الإطلاق بالمسابقة. كان أفضل لاعب في المباراة النهائية حيث صنع أهداف سيسكا موسكوز الثلاثة. في كأس السوبر الأوروبي 2005 سجل هدف فريقه الوحيد في الخسارة 1-3 من ليفربول ولكن على الرغم من هذه الهزيمة أظهر كارفالهو أنه قادر على التأقلم على الساحة الأوروبية. في نوفمبر 2007 وقع كارفالهو عقدًا جديدًا مع سيسكا موسكو حتى صيف عام 2010 وفقًا لرئيس سيسكا موسكو يفغيني غينر (أو حتى ديسمبر 2009 وفقًا لمكتب الصحافة في سيسكا موسكو) مع خيار تمديد إضافي وقيمة فسخ عقد. على أية حال انتقل بالإعارة إلى إنترناسيونال في يوليو 2008. منذ ذلك الحين عاد إلى سيسكا موسكو آملا في استعادة مستواه الذي ساهم به في تحقيق كأس الاتحاد الأوروبي لكرة القدم في عام 2005. في 4 يناير 2010 وقع مع العربي القطري قادما من سيسكا موسكو.
في مايو 2010 وقع مع أتلتيكو مينييرو وعاد مرة أخرى إلى البرازيل.
في مارس 2013 وقع كارفاليو مع كريسيوما. تم فسخ عقده مع كريسيوما في أكتوبر 2013.
اعتزل كارفالهو كرة القدم الاحترافية وانضم إلى فريق دي سي فوتسال البرازيلي لكرة الصالات.
في 22 أبريل 2015 وقع كارفالهو مع بوتافوغو ريغاتاس البرازيلي.

### المنتخب
استدعي كارفالهو لمباراة ودية بين البرازيل والنرويج في 16 أغسطس 2006 لأول مرة. بدأ المباراة وسجل في أول مباراة له وشارك في الهزيمة التالية 3-0 من الأرجنتين في 3 سبتمبر. كما سجل هدفاً في مباراة الفوز الودية غير الرسمية 4-0 ضد نادي الكويت الكويتي في 7 أكتوبر 2006.

## إحصائيات المسيرة الرياضية

### الأندية
حسب 5 أكتوبر 2014.
| النادي        | الموسم        | الدوري    | الدوري  | الكأس     | الكأس   | القارة    | القارة  | أخرى      | أخرى    | المجموع   | المجموع |
| النادي        | الموسم        | المباريات | الأهداف | المباريات | الأهداف | المباريات | الأهداف | المباريات | الأهداف | المباريات | الأهداف |
| ------------- | ------------- | --------- | ------- | --------- | ------- | --------- | ------- | --------- | ------- | --------- | ------- |
| سيسكا موسكو   | 2004          | 13        | 1       |           |         | 1         | 0       | –         | –       | 14        | 1       |
| سيسكا موسكو   | 2005          | 29        | 4       |           |         | 14        | 7       | 1         | 0       | 44        | 12      |
| سيسكا موسكو   | 2006          | 22        | 4       | 4         | 2       | 8         | 2       | 1         | 0       | 35        | 8       |
| سيسكا موسكو   | 2007          | 4         | 0       | 3         | 1       | 4         | 0       | 0         | 0       | 11        | 1       |
| سيسكا موسكو   | 2008          | 4         | 0       | 1         | 0       | 0         | 0       | –         | –       | 5         | 0       |
| سيسكا موسكو   | 2009          | 13        | 0       | 3         | 0       | 2         | 0       | –         | –       | 18        | 0       |
| سيسكا موسكو   | المجموع       | 85        | 9       |           |         | 29        | 9       | 2         | 0       | 116       | 18      |
| المجموع الكلي | المجموع الكلي | 85        | 9       |           |         | 29        | 9       | 2         | 0       | 116       | 18      |

### المنتخب
حسب 1 أبريل 2009
| المنتخب  | الموسم  | المباريات | الأهداف |
| -------- | ------- | --------- | ------- |
| البرازيل | 2006    | 3         | 1       |
| المجموع  | المجموع | 3         | 1       |

| المباريات والأهداف | المباريات والأهداف | المباريات والأهداف   | المباريات والأهداف | المباريات والأهداف | المباريات والأهداف | المباريات والأهداف                                                     |
| #                  | التاريخ            | الملعب               | الخصم              | النتيجة            | الهدف              | المنافسة                                                               |
| 2004               | 2004               | 2004                 | 2004               | 2004               | 2004               | 2004                                                                   |
| ------------------ | ------------------ | -------------------- | ------------------ | ------------------ | ------------------ | ---------------------------------------------------------------------- |
|                    | 7 يناير 2004       | كونثبثيون, تشيلي     | فنزويلا            | 4–0                | 0                  | تصفيات دورة الألعاب الأولمبية الصيفية 2004 (منتخب البرازيل تحت 23 سنة) |
|                    | 9 يناير 2004       | كونثبثيون, تشيلي     | باراغواي           | 3–0                | 0                  | تصفيات دورة الألعاب الأولمبية الصيفية 2004 (منتخب البرازيل تحت 23 سنة) |
|                    | 11 يناير 2004      | كونثبثيون, تشيلي     | الأوروغواي         | 1–1                | 0                  | تصفيات دورة الألعاب الأولمبية الصيفية 2004 (منتخب البرازيل تحت 23 سنة) |
|                    | 15 يناير 2004      | كونثبثيون, تشيلي     | تشيلي              | 1–1                | 0                  | تصفيات دورة الألعاب الأولمبية الصيفية 2004 (منتخب البرازيل تحت 23 سنة) |
|                    | 18 يناير 2004      | فالبارايسو, تشيلي    | كولومبيا           | 3–0                | 0                  | تصفيات دورة الألعاب الأولمبية الصيفية 2004 (منتخب البرازيل تحت 23 سنة) |
|                    | 21 يناير 2004      | فالبارايسو, تشيلي    | الأرجنتين          | 0–1                | 0                  | تصفيات دورة الألعاب الأولمبية الصيفية 2004 (منتخب البرازيل تحت 23 سنة) |
|                    | 23 يناير 2004      | فينيا ديل مار, تشيلي | تشيلي              | 3–1                | 0                  | تصفيات دورة الألعاب الأولمبية الصيفية 2004 (منتخب البرازيل تحت 23 سنة) |
|                    | 25 يناير 2004      | فينيا ديل مار, تشيلي | باراغواي           | 0–2                | 0                  | تصفيات دورة الألعاب الأولمبية الصيفية 2004 (منتخب البرازيل تحت 23 سنة) |
| 2006               |                    |                      |                    |                    |                    |                                                                        |
| 1.                 | 16 أغسطس 2006      | أوسلو, النرويج       | النرويج            | 1–1                | 1                  | ودية                                                                   |
| 2.                 | 3 سبتمبر 2006      | لندن، إنجلترا        | الأرجنتين          | 3–0                | 0                  | ودية                                                                   |
|                    | 7 أكتوبر 2006      | مدينة الكويت, الكويت | نادي الكويت        | 4–0                | 1                  | ودية غير رسمية                                                         |
| 3.                 | 10 أكتوبر 2006     | ستوكهولم, السويد     | الإكوادور          | 2–1                | 0                  | ودية                                                                   |

## الإنجازات

### الأندية
- إنترناسيونال
  - ولاية غوتشو (2): 2002 - 2003
  - كوبا سود أمريكانا (1): 2008
- سيسكا موسكو
  - الدوري الروسي الممتاز (2): 2005 - 2006
  - كأس روسيا (3): 2004-05 - 2005-06 - 2008-09
  - كأس السوبر الروسية (4): 2004 - 2006 - 2007 - 2009
  - كأس الاتحاد الأوروبي (1): 2004-05
- بالميراس
  - كأس البرازيل (1): 2012
- بوتافوغو
  - الدرجة الثانية (1): 2015
- غوياس
  - بطولة ولاية غوياس (1): 2016

### المنتخب
- منتخب البرازيل تحت 20 سنة
  - كأس العالم تحت 20 سنة لكرة القدم (1): 2003

### الشخصية
- أفضل لاعب في روسيا حسب مجلة فوتبول (1): 2005
- أفضل لاعب في روسيا حسب مجلة سبورت إكسبريس (1): 2005
- تشكيلة الموسم في روسيا (2): 2005 - 2006
- المباراة النهائية في كأس الاتحاد الأوروبي 2005 (1): أفضل لاعب في المباراة